# Mont des Béatitudes
Pour les articles homonymes, voir Béatitudes (homonymie).
Le mont des Béatitudes (hébreu : Har HaOsher ; הר האושר) est une colline située au Nord d'Israël, dans l'ancienne province de Galilée. Jésus y aurait prononcé le Sermon sur la montagne.
Son altitude négative (environ 25 mètres sous le niveau de la mer, près de 200 mètres au-dessus du lac de Tibériade) en fait un des plus bas sommets émergés du monde.

## Géographie
Le mont des Béatitudes se trouve sur la rive nord-ouest du lac de Tibériade, entre les villages de Capharnaüm et de Génézareth (Ginosar).

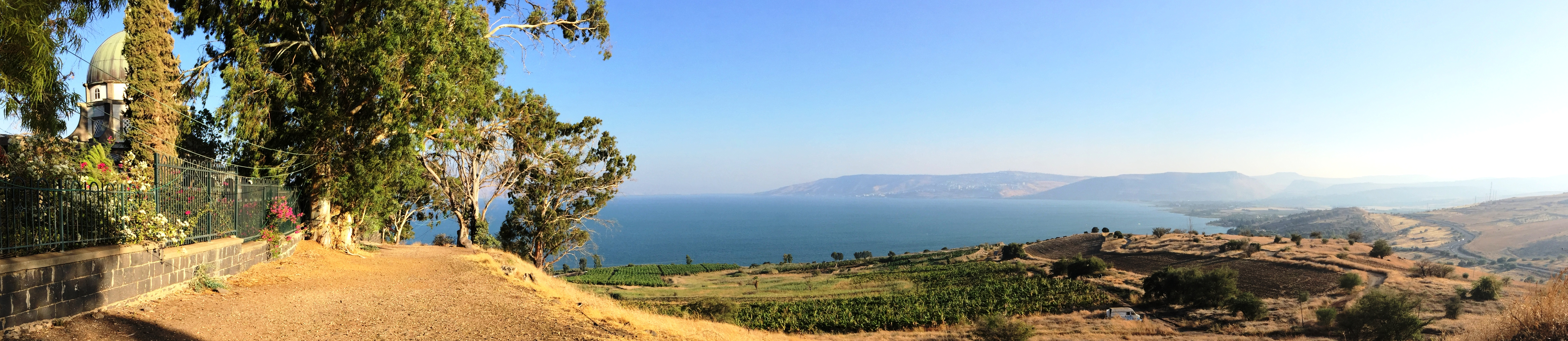
Vue du lac de Tibériade depuis le mont des Béatitudes

## Histoire
Le lieu où le Sermon sur la montagne aurait eu lieu est incertain, mais le site actuel (également connu sous le nom de mont Eremos) fait néanmoins l'objet d'un culte depuis 1 600 ans. Le site de Tabgha, où se trouve l'église de la Multiplication, se trouve à proximité. Certains archéologues ont également émis l'hypothèse que la bataille de Hattin s'est déroulée non loin du mont.
Une église byzantine a été édifiée non loin du mont vers le IVe siècle, et demeura fréquentée jusqu'au VIIe siècle. Les ruines d'une citerne et d'un monastère sont toujours visibles. La chapelle catholique franciscaine actuelle est construite en 1938 par l'Italie, d'après les plans de l'architecte Antonio Barluzzi.
Le pape Jean-Paul II y a célébré une messe en mars 2000. Le pèlerinage du chemin de Jésus passe par le mont avant de rejoindre d'autres sites que ce dernier aurait fréquentés durant sa vie.

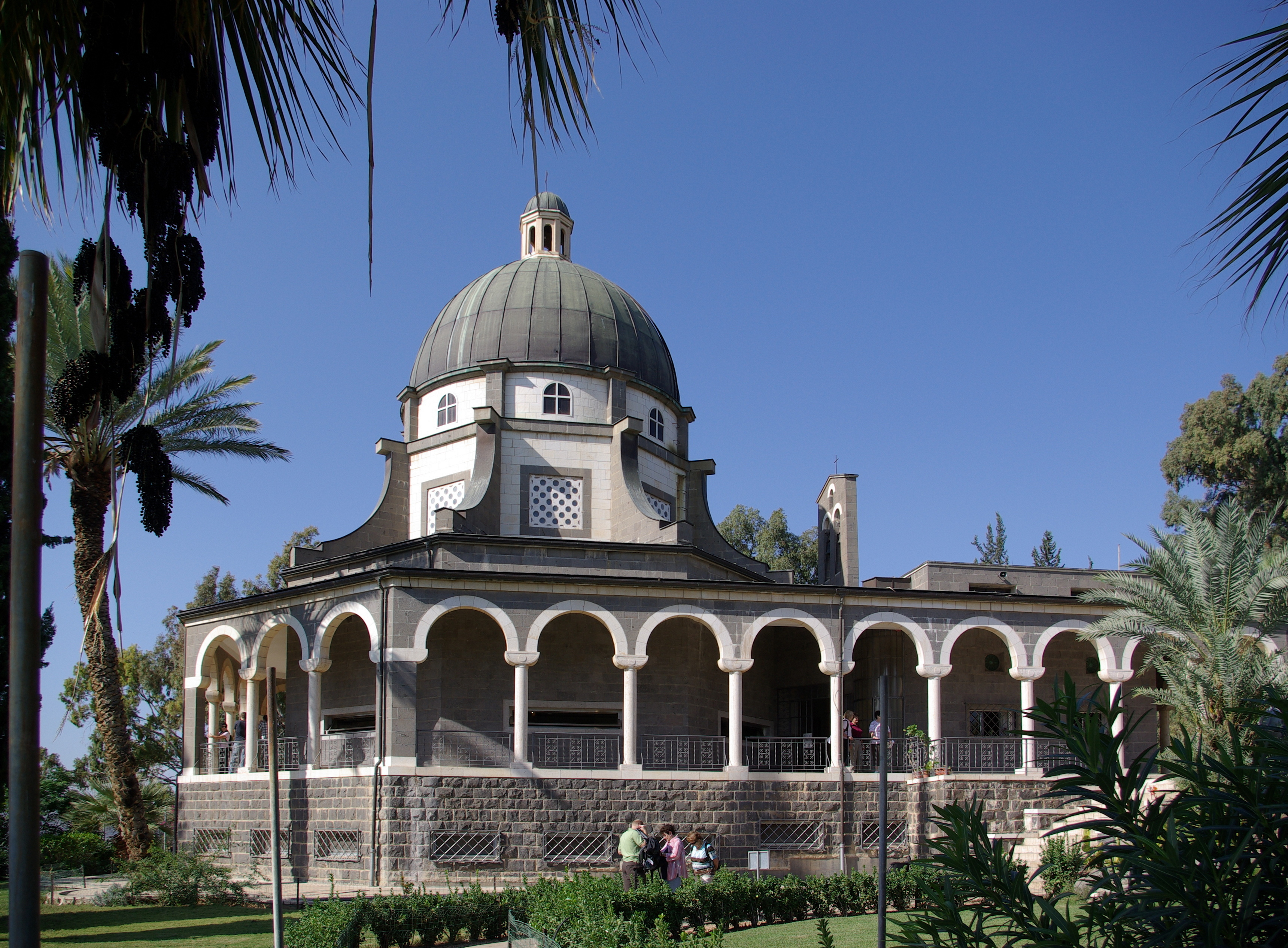
L'église des Béatitudes, construite en 1938.
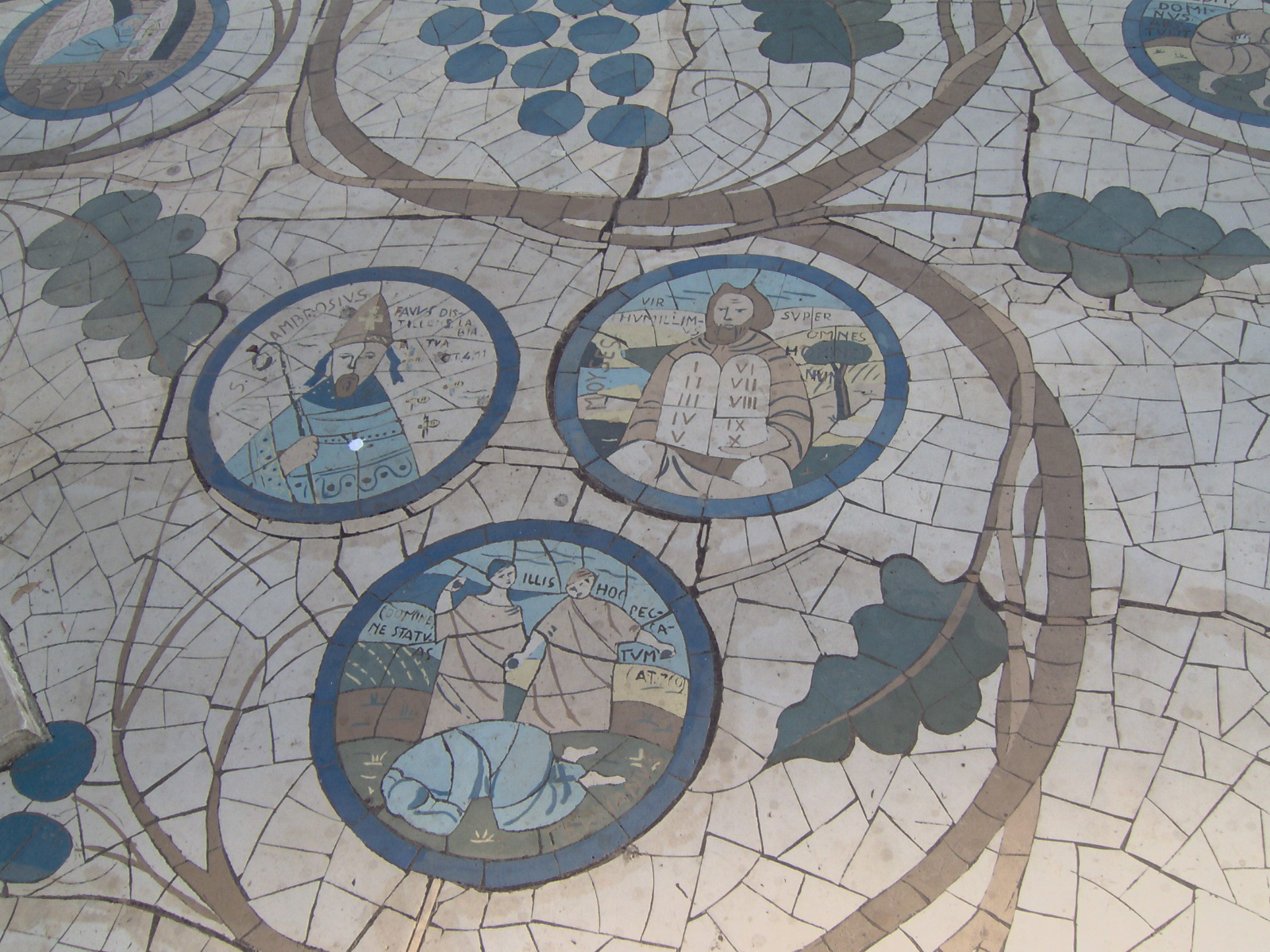
Le sol en mosaïque de la chapelle.